# Таллинский парк
Таллинский парк — парк в Юго-Восточном округе Москвы, в районе Печатники, расположенный на берегу Москвы-реки вдоль улицы Гурьянова. Официальное название парк «Печатники».

## История
Сквер на набережной Москвы-реки на улице Гурьянова был разбит на основании постановления Правительства Москвы под названием «Сквер 60 лет Победы» и открыт 9 мая 2005 года, в память о чём был установлен памятный знак.
В начале 2013 года Правительством Москвы было принято решение по перестройке сквера и созданию на его основе Таллинского парка. Создание парка является воплощением в жизнь договора о сотрудничестве Москвы и Таллина. В свою очередь в эстонской столице будет разбит Московский парк.
Мы не говорим, что это будет уголок Таллинна, ведь передать весь таллиннский шарм и архитектуру, но это будет такой красивый европейский сад. Может быть, чем-то похожий на Пирита.Антон Кульбачевский, руководитель московского департамента природопользования и охраны окружающей среды
Для жителей города парк должен был открыться в конце 2014 года, но работы по благоустройству продолжались и в 2016 году.

## Описание
Площадь парка составляет 20 га. На парковой набережной Москвы-реки находится широкая эспланада, в центре размещены композиции «Чайка» и «Парусник», напоминающие о портовой функции города. Посетителей с причала встречает абрис исторических зданий, точно повторяющий облик Таллина.
В парковый ландшафт включают поверхности из песка и природного камня, которые призваны дополнить ассоциативное восприятие окружения и сделать его похожим на балтийский ландшафт. Были высажены новые деревья и кустарники — сосны и можжевельник. В парке присутствуют роллердром, велодром и мобильный ледовый каток. Дополнительно размещены пункты охраны и видеонаблюдения.

## Галерея
| - Таллинский парк в районе Печатники в Москве, отремонтированная часть - Таллинский парк в районе Печатники в Москве, строящаяся набережная Москвы-реки. На заднем плане справа — Перервинский гидроузел. Среди домов слева виднеются купола Николо-Перервинского монастыря - Набережная после завершения реконструкции - Памятный камень в память ликвидаторов аварии на Чернобыльской АЭС в Таллинском парке - Памятный знак в память об основании сквера 60-летия победы в Великой Отечественной войне в Таллинском парке |